# DC Studios
DC Studios (originalmente conhecido como DC Films de 2016 a 2022) é um estúdio de cinema e televisão americano que é uma divisão da Warner Bros, uma subsidiária da Warner Bros. Discovery. Dedica-se à produção de projetos baseados em personagens da DC Comics. James Gunn e Peter Safran assumiram o controle da empresa, renomeada como DC Studios, em 1º de novembro de 2022.

## Ver Também
- DCU
- Universo DC (franquia)
- Universo Estendido DC
- Filmes do DCU